# 大地 (名古屋市)
大地（だいち）は、愛知県名古屋市中川区にある町名。丁番を持たない単独町名である。住居表示未実施。

## 地理
名古屋市中川区の北西部の端に位置し、東は富田町大字万場、他は海部郡大治町に接する。

## 歴史

### 沿革
- 1994年（平成6年）8月29日 - 中川区富田町大字万場（字大地上・山東・渡り所先）の一部より、同区大地が成立[1]。

## 世帯数と人口
2019年（平成31年）2月1日現在の世帯数と人口は以下の通りである。
| 町丁 | 世帯数  | 人口    |
| ---- | ------- | ------- |
| 大地 | 590世帯 | 1,210人 |

### 人口の変遷
国勢調査による人口の推移
| 1995年（平成7年）  | 2,036人 | [ WEB 5 ] |  |
| 2000年（平成12年） | 1,879人 | [ WEB 6 ] |  |
| 2005年（平成17年） | 1,801人 | [ WEB 7 ] |  |
| 2010年（平成22年） | 1,625人 | [ WEB 8 ] |  |
| 2015年（平成27年） | 1,429人 | [ WEB 9 ] |  |

## 学区
市立小・中学校に通う場合、学校等は以下の通りとなる。また、公立高等学校に通う場合の学区は以下の通りとなる。
| 番・番地等 | 小学校               | 中学校                 | 高等学校 |
| ---------- | -------------------- | ---------------------- | -------- |
| 全域       | 名古屋市立万場小学校 | 名古屋市立はとり中学校 | 尾張学区 |

## 施設

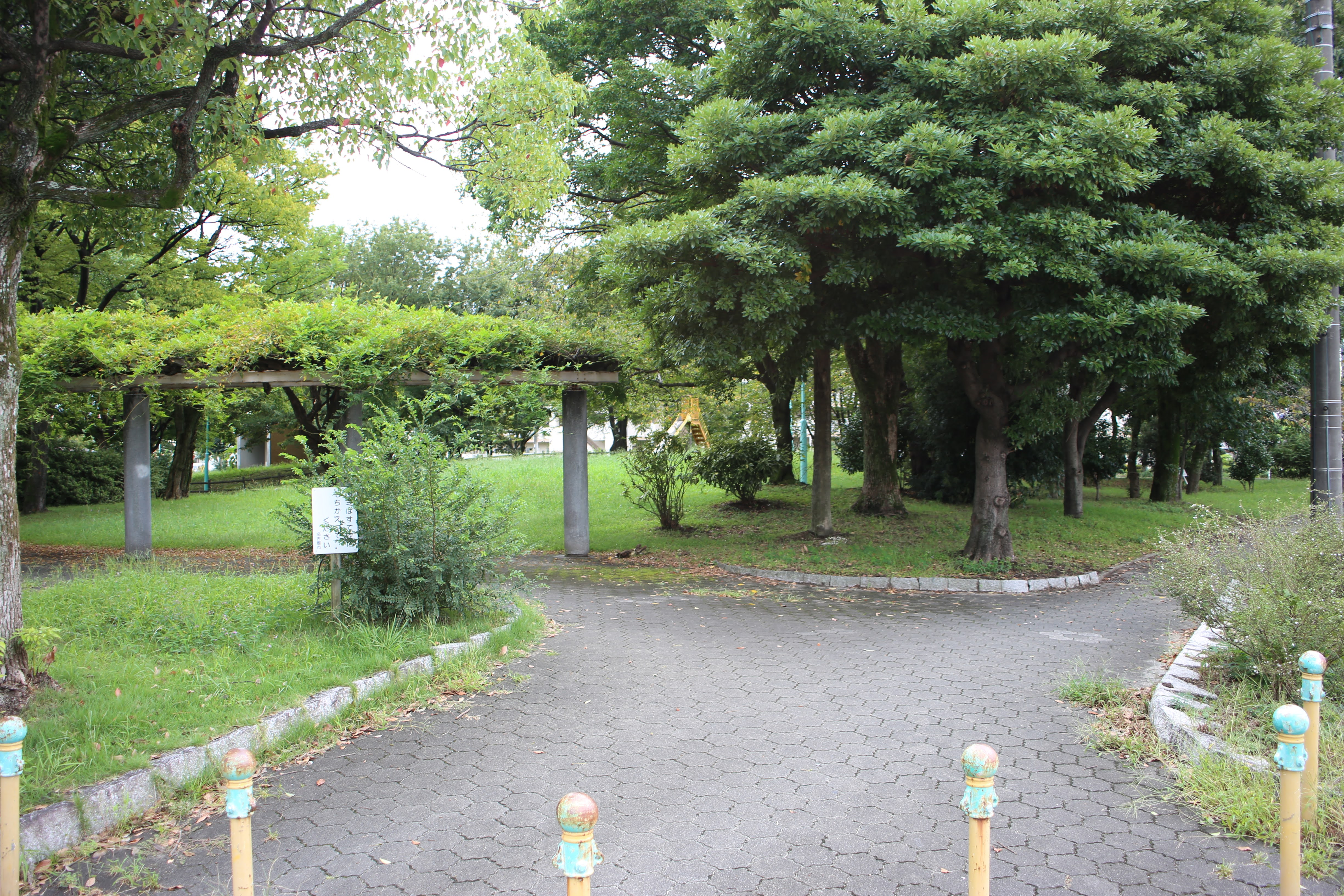
万場公園

- 市営万場荘

万場北荘を含め、敷地面積66,742.01平方メートル。1984年（昭和59年）から1986年（昭和61年）に掛けて13棟330戸が整備された。
- 市営万場北荘

1986年（昭和62年）から1989年（平成元年）に掛けて9棟360戸が整備された。
- 万場公園

1969年（昭和44年）4月1日供用開始。
- 万場公園

## その他

### 日本郵便
- 郵便番号 : 454-0991[WEB 2]（集配局：中川郵便局[WEB 14]）。

### WEB
1. 1 2  “町・丁目(大字)別、年齢(10歳階級)別公簿人口(全市・区別)”.   名古屋市 (2019年2月20日). 2019年2月20日閲覧。
2. 1 2  “郵便番号”.  日本郵便. 2019年2月10日閲覧。
3. ↑  “市外局番の一覧”.   総務省. 2019年1月6日閲覧。
4. ↑  “中川区の町名一覧”.   名古屋市 (2015年10月21日). 2019年2月13日閲覧。
5. ↑  総務省統計局 (2014年3月28日). “平成7年国勢調査の調査結果(e-Stat) - 男女別人口及び世帯数 －町丁・字等” (CSV). 2019年4月27日閲覧。
6. ↑  総務省統計局 (2014年5月30日). “平成12年国勢調査の調査結果(e-Stat) - 男女別人口及び世帯数 －町丁・字等” (CSV). 2019年4月27日閲覧。
7. ↑  総務省統計局 (2014年6月27日). “平成17年国勢調査の調査結果(e-Stat) - 男女別人口及び世帯数 －町丁・字等” (CSV). 2019年4月27日閲覧。
8. ↑  総務省統計局 (2012年1月20日). “平成22年国勢調査の調査結果(e-Stat) - 男女別人口及び世帯数 －町丁・字等” (CSV). 2019年4月27日閲覧。
9. ↑  総務省統計局 (2017年1月27日). “平成27年国勢調査の調査結果(e-Stat) - 男女別人口及び世帯数 －町丁・字等” (CSV). 2019年4月27日閲覧。
10. ↑  “市立小・中学校の通学区域一覧”.   名古屋市 (2018年11月10日). 2019年1月14日閲覧。
11. ↑  “平成29年度以降の愛知県公立高等学校（全日制課程）入学者選抜における通学区域並びに群及びグループ分け案について”.   愛知県教育委員会 (2015年2月16日). 2019年1月14日閲覧。
12. 1 2 3  名古屋市住宅都市局住宅部住宅整備課 (2017年8月). “名古屋市公共施設白書（第2版） 資料編 施設カルテ【市営住宅等】（平成28年3月31日現在）” (PDF).   名古屋市. 2021年7月12日閲覧。
13. ↑  “都市公園の名称、位置及び区域並びに供用開始の期日” (2019年5月1日). 2019年11月3日閲覧。
14. ↑  郵便番号簿 平成29年度版 - 日本郵便. 2019年02月10日閲覧 (PDF)

### 書籍
1. 1 2  『広報なごや No.560（中川区版）』名古屋市、1994年8月1日、10頁。